# Californication (album)
Californication – siódmy album studyjny Red Hot Chili Peppers wydany 8 czerwca 1999 za pośrednictwem Warner Bros. Records, którego producentem jest Rick Rubin. W nagraniu albumu wziął udział – po ośmioletniej przerwie związanej z problemami narkotykowymi – John Frusciante (wcześniej nagrał z zespołem dwie płyty: Mother’s Milk i Blood Sugar Sex Magik), który zastąpił Dave’a Navarro. Powrót Frusciante spowodował zmianę brzmienia grupy. Album był odejściem od stylu, jaki narzucił zespołowi Navarro. Temat albumu opierał się na seksualnych podtekstach i przesłankach (związanych z członkami zespołu) i poruszał kwestie pożądania, śmierci, samobójstwa i narkotyków.
Z albumu pochodzi kilka singli, m.in.: "Around the World", "Otherside", "Californication" i zwycięzca Nagrody Grammy w kategorii "Najlepszy Utwór Rockowy" w 2000, "Scar Tissue". Album uplasował się na 3. miejscu listy Billboard Top 200. Californication jest dotychczas największym sukcesem komercyjnym formacji – do lutego 2009 sprzedano na całym świecie ponad 15 milionów kopii albumu. Album stymulował zmianę stylu zespołu – Greg Tate napisał: podczas gdy wszystkie dotychczasowe albumy Red Hot Chili Peppers były wysoce uduchowione, to ten album jest uduchowiony i w nadzwyczajny sposób przemawiający do wyobraźni słuchacza.

## Kontekst
Gitarzysta John Frusciante opuścił zespół w połowie 1992, w trakcie trasy koncertowej promującej album Blood Sugar Sex Magik. Przez ponad rok zespół szukał gitarzysty – w 1993 roku do grupy dołączył Dave Navarro, były gitarzysta zespołu Jane’s Addiction po tym, jak z zespołu został wydalony Arik Marshall (tuż po dokończeniu trasy koncertowej). Navarro zaadaptował do muzyki zespołu wiele nurtów zaczerpniętych z takich stylów jak heavy metal czy rock psychodeliczny, z czym zespół nigdy nie eksperymentował. One Hot Minute  okazał się komercyjnym sukcesem, sprzedając się w nakładzie pięciu milionów egzemplarzy (chociaż jest to niemal połowa wielkości sprzedaży Blood Sugar Sex Magik). Album został jednak skrytykowany przez ekspertów jako słaby i nagrany bezmyślnie, bez koncentracji i wyczucia. Krótko po wydaniu albumu Navarro odszedł z zespołu za powód podając różnice co do kierunku rozwoju zespołu.
W trakcie nieobecności w Red Hot Chili Peppers, Frusciante uzależnił się od heroiny oraz niemal umarł z powodu głodu i skażenia krwi. Muzyk udał się na kurację odwykową w styczniu 1998. W kwietniu 1998 Flea odwiedził miejsce zamieszkania Frusciante i zaprosił go do zespołu, na co gitarzysta wyraził zgodę. W ciągu tygodnia zespół w składzie sprzed wydania Blood Sugar Sex Magik zaczął przygotowywania do nagrania nowej płyty.

## Pisanie i nagrywanie
Większość piosenek z albumu została nagrana w mieszkaniach członków zespołu latem 1998. Kiedis i Frusciante spędzili niejednokrotnie kilka dni w celu przedyskutowania kwestii kompozycji utworu, riffów gitarowych i treści tekstów. Gra gitary basowej i perkusji została uzgodniona i nagrana podczas indywidualnych spotkań i nagrań Balzary’ego i Smitha.
Teksty umieszczone na albumie napisał Anthony Kiedis – były one bazowane na jego osobistych przeżyciach i pomysłach. Utwór "Porcelain" został napisany po spotkaniu Kiedisa z pewną młodą matką w YMCA, która próbowała pokonać swój nałóg alkoholowy w czasie opieki nad niemowlęciem. Wokalista zespołu bazował piosenkę na sarkazmie, na podstawie którego napisał większość swoich dotychczasowych piosenek. Jedną z jego inspiracji został Dave Navarro, którego Kiedis uważał za "Króla sarkazmu". Frusciante ułożył swoją grę na gitarze w utworze "Scar Tissue" tak, by wykorzystać nuty, które gra na dalszym planie, a jednocześnie stworzyć "fajny rytm". Muzyk wykorzystał technikę nabytą w czasie nagrywania pierwszego solowego albumu, Niandra Lades and Usually Just a T-Shirt (1994). Frusciante stwierdził, że "Scar Tissue" jest "przykładem łatwej do wyuczenia techniki, brzmi jednak dokładnie tak, jak ja. Jest to styl, który mi odpowiada". W celu wykonania dwóch partii solowych na potrzeby tego utworu, muzyk użył dwóch gitar typu slide.
"Get On Top", klasyczny przykład użycia wah-wah, została nagrana po sesji nagraniowej, krótko po tym, jak Frusciante zapoznał się z muzyką zespołu Public Enemy. Muzyk w jednym z wywiadów powiedział:

Właściwy rytm dla tej piosenki osiągnąłem na zasadzie prób – po prostu naciskałem nogą z całej siły.)

Partia solowa, która pojawia się nieszablonowo w środku utworu, została uwidoczniona w sposób wyraźny (według Frusciante, który zagrał skrzeczące, głośne solo). Gitarzysta zaczął zmieniać swój pogląd na temat partii solowej do tego utworu po wysłuchaniu gry gitarowej Steve’a Howe z zespołu Yes do piosenki "Siberian Khatru".
Frusciante powiedział:

Zespół wzniósł się na wyżyny – był naprawdę wielki. I grał bardzo szybko. I wtedy to czyste gitarowe solo na koniec. Jest to naprawdę piękne, jest na właściwej półce, po właściwej stronie. Ma to sens. W 'Get On Top' chciałem zagrać coś, co kontrastowałoby z moją grą i całą resztą, całym tłem.)

"Savior", piosenka napisana jako ostatnia, zawiera wiele przyspieszeń i przejść z jednego rytmu w drugi oraz wiele efektów granych na Electro-Harmonix Micro Synth z 16-sekundowym opóźnieniem. Frusciante utrzymuje, że:

Kompozycja utworu jest zainspirowana grą Erica Claptona w zespole Cream. Jeśli ostrożnie posłuchasz nut i riffów, przypominają solo Claptona. Nie brzmią tak tylko ze względu na zastosowane efekty.)

Utwór "Around the World", będący powrotem do stylu z wcześniejszego etapu działalności zespołu (nurty funkowe) został skonstruowany przez Frusciante w jego własnym domu. Rytm i brzmienie są skomplikowane – zmusiło to gitarzystę do wykonywania piosenki z resztą zespołu po to, by "zespół lepiej ją zrozumiał". Gra basowa została ułożona w "mniej więcej 15 minut", jak powiedział Frusciante.

Flea to najlepszy gitarzysta basowy na świecie. Jego wyczucie rytmu, zdolność synchronizacji z resztą zespołu oraz sposób myślenia są zwariowane.)

Tytułowy utwór z albumu był zdaniem członków zespołu najtrudniejszy do ukończenia. Frusciante starał się ułożyć odpowiedni styl grania na gitarze dla tej piosenki tak, by podkreślała znaczenie tekstu i jednocześnie nie byłą trudna do zagrania. Prace nad utworem wolno posuwały się naprzód i zespół rozważał zaprzestanie konstruowania piosenki. Frusciante ukończył komponowanie piosenki dwa dni przed rozpoczęciem nagrań, inspirację zaczerpnął z piosenki The Cure pt. "Carnage Visors". Tekst "Californication" mówi o stylu życia mieszkańców Kalifornii i obala mity na ten temat, które są szczególnie popularne w Hollywood. Utwór odwołuje się do twórczości kilku muzyków rockowych (np. Kurt Cobain) i stara się zakryć ewokatywną naturę mieszkańców Kalifornii.
Album zmienił styl zespołu, zwłaszcza w porównaniu z One Hot Minute, który zawierał elementy hard rocka i rocka psychodelicznego. Chociaż Californication w dalszym ciągu zawiera charakterystyczne dla zespołu nurty funkowe (widoczne na utworach "Purple Stain", "Get On Top", "I Like Dirt", "Around the World" i "Right on Time"), to skupia się na melodyjnych riffach gitarowych ("Scar Tissue" i "Otherside") i poukładanej strukturze utworów.

## Wydanie i promocja
Pomimo tego, że Rick Rubin wyprodukował dwa poprzednie albumy zespołu, Red Hot Chili Peppers szukali innych producentów do wydania Californication. Projektem zainteresował się David Bowie i zapytał zespół o pozwolenie na produkcję albumu, zespół jednak postanowił w dalszym ciągu współpracować z Rubinem. Rubin w przeszłości dawał dużą dozę swobody zespołowi, jeśli chodzi o dobór i formę materiału przeznaczonego na album (zespół twierdził, że to z tego powodu ich albumy są wyjątkowe i taki stan rzeczy może trwać tylko wtedy, gdy Rubin ponownie zajmie się produkcją ich nowego albumu). Album nagrano w Cello Studios w Los Angeles. Po zakończeniu procesu nagrywania, zespół zagrał dla Rubina i jego współpracowników "Scar Tissue", "Otherside", i "Californication" – zdecydowano, że "Scar Tissue" będzie pierwszym singlem promującym album. W celu wypromowania albumu i swojego nowego składu, zespół zagrał kilka niewielkich koncertów w USA. Na czas trwania tej niewielkiej trasy koncertowej zespół zorganizował konkurs dla fanów polegający na napisaniu wypracowania na temat: "Co można zrobić, by szkoły stały miejscem bezpieczniejszym, radośniejszym, lepszym tak, by uczniowie nie chodzili do szkoły wystraszeni." Każdy kto napisał esej, dostawał darmowy bilet na koncert.
Californication został wydany 8 czerwca 1999, debiutując na 5. miejscu na liście Billboard 200. W Europie album uplasował się na 5. miejscu na liście UK Top 40, na 1. miejscu w Finlandii, Austrii, Nowej Zelandii i Szwecji oraz na drugim miejscu we Francji. Album osiągnął status złotej płyty nieco ponad miesiąc po wydaniu (22 lipca 1999) – ostatecznie album osiągnął pięciokrotnie status multiplatynowej, sprzedając się w nakładzie ponad 15 milionów na całym świecie. W Polsce nagrania uzyskały status platynowej płyty.  W marcu 2006 wszystkie albumy Red Hot Chili Reppers zostały udostępnione w sklepie internetowym iTunes Store. Albumy dostępne w tym serwisie zawierają niewydane na wersji tradycyjnej utwory ("Fat Dance", "Over Funk" i "Quixoticelixer").

## Przyjęcie przez krytykę
Californication zebrał pozytywne oceny od krytyków muzycznych w odróżnieniu od poprzedniego albumu zespołu, One Hot Minute i odniósł większy sukces na arenie międzynarodowej. Rolling Stone zwrócił uwagę na zmianę w śpiewie Kiedisa:

Jego styl i jakość śpiewania był z reguły słaby ze względu na kurację odwykową. Teraz wrócił jednak z niebywałym wyczuciem rytmu i umiejętnością pokazywania uczuć)

Piosenki "Otherside" i "Porcelain" były uznawane za naśladownictwo stylu zespołu The Smashing Pumpkins, podczas gdy album w całości był "wyjątkowy i niezapomniany". Greg Tate napisał:

Przyjaciele z Red Hot Chili Peppers serwują słuchaczowi podobną mieszankę jak Graal: słone połączenie ezoterycznej mitologii, mistyki i niezaspokojonej, nieprzepartej muzykalności. Połączenie to sprawia, że album łączy pokolenia i społeczności, którym trudno jest się pogodzić.)

Część krytyków uzasadniała sukces albumu powrotem Frusciante do zespołu. Greg Prato z serwisu Allmusic napisał:

Oczywistym powodem reaktywacji RHCP i ich wielkiego sukcesu jest powrót do formacji Johna Frusciante. Jest on kluczową postacią i niezbędnym gitarzystą. Stanowi kwintesencję muzyki i wizerunku grupy. «Californication» jest klasycznym albumem zespołu podsumowującym ich twórczość.)

Magazyn Entertainment Weekly łączy postać Frusciante ze zmianą stylu grania zespołu na "bardziej zrelaksowany, mniej szablonowy, co uczyniło Californication najbardziej introspekcyjnym albumem zespołu".
Mark Woodlief z magazynu Ray Gun napisał:

"This Velvet Glove" w skomplikowany sposób pokazuje kontrast pomiędzy bujną grą akustyczną a siarczystym rockiem. Intro do "Parallel Universe" zagrane w stylu disco jest przedsmakiem motywu w refrenie (związanego z Dzikim Zachodem) i partii solowej Frusciante wykonanej w stylu Jimiego Hendriksa w końcowych momentach utworu.)

Pomimo tego, że większość krytyków muzycznych doceniła album za innowacyjność, magazyn NME skrytykował zespół za zbyt rzadkie ukazywanie swojego charakterystycznego funkowego brzmienia, pytając:

Czy możemy dostać z powrotem nasze podupadłe na mózgu, na pół ubrane, funk-hopowo-rockowe zwierzęta ? Od całej tej fałszywej empatii i wrażliwości dostaję wysypki.)

Pitchfork, pomimo tego, że uznał album za bardziej wartościowy od One Hot Minute, uznał Californication za pozbawiony funkowego brzmienia, obecnego na Blood Sugar Sex Magik. Teksty piosenek uznano za zbyt często i jednoznacznie nawiązujące do spraw seksualnych, Frusciante zaś uznano za "obecnie najlepszego gitarzystę w USA na czasie". Album został skrytykowany za, jak to określił Tim Anderson z dziennika The Guardian, "nadmierną kompresję i zniekształcenie" w procesie cyfrowego zapisywania utworów. Stylus Magazine określił album ofiarą loudness war i stwierdził, że:

Album tak cierpi z powodu złego cyfrowego dopracowania utworów, że nawet ludzie nie znający się na muzyce na niego narzekają.)

Stworzony został bootleg albumu, z ulepszonym dźwiękiem.
Na przestrzeni lat Californication utrzymywał swoją popularność. "Scar Tissue" została laureatem Nagrody Grammy w kategorii "Najlepsza piosenka rockowa" w 2000. Album został sklasyfikowany na 399. miejscu listy 500 albumów wszech czasów magazynu Rolling Stone. W 2006 Red Hot Chili Peppers zagrał niewielki koncert na potrzeby firmy AOL – na liście utworów znalazły się "Scar Tissue" i "Californication". Album dostarczył zespołowi kilka hitów – spośród szesnastu piosenek wybranych na album Greatest Hits.

## Trasa koncertowa
Krótko po wydaniu albumu zespół udał się na ogólnoświatową trasę koncertową (rozpoczynając od Stanów Zjednoczonych). Red Hot Chili Peppers został poproszony o zamknięcie festiwalu Woodstock 1999, który zasłynął z przemocy i incydentów, jakimi skutkował. Kilka minut przed wejściem na scenę zespół został poinformowanym o bójkach i kradzieżach na widowni. W trakcie wykonywania przez zespół utworu "Fire" (coveru utworu Jimiego Hendriksa o tym samym tytule, odegranego na prośbę siostry gitarzysty) kilka kobiet unoszonych przez tłum zostało zgwałconych, zaś bariera oddzielająca widownię od sceny została zniszczona. Kiedis powiedział w jednym z wywiadów:

Zdałem sobie sprawę z tego, że zaistniała sytuacja nie ma nic wspólnego z pierwotną ideą festiwalu. Nie była symbolem pokoju i miłości. Była symbolem żądzy, chamstwa i zachłanności. Po koncercie zostaliśmy skrytykowani przez stacje radiowe za zagranie "Fire". Ale my też obwinialiśmy samych siebie.)

Grupa zagrała darmowy koncert na Placu Czerwonym w Moskwie 14 sierpnia 1999. Liczebność widowni oszacowano na ponad 200.000. Kiedis skomentował koncert:

Plac Czerwony był wypełniony po brzegi Rosjanami. Potrzebowaliśmy policyjnej eskorty, by dotrzeć do sceny.)

Po zakończeniu europejskiego etapu trasy, zespół zagrał koncert w Nowym Jorku (restauracja Windows on the World w wieży północnej World Trade Center) dla zwycięzców plebiscytu zorganizowanego przez radio KROQ-FM. Po zakończeniu japońskiego etapu trasy, formacja zagrała koncert na festiwalu Big Day Out w Australii. W trakcie trasy Flea poprosił kolegów z zespołu o zrezygnowanie z kilku koncertów oraz uczynienie ich mniej spektakularnymi i forsownymi (przez co zespół był gorzej opłacany). Koncerty te zespół zagrał w końcowym etapie trasy. Ostatni koncert przed wydaniem By the Way zespół zagrał podczas trzeciej edycji festiwalu Rock in Rio.

## Wyróżnienia
| Publikacja                  | Państwo           | Nagroda                                            | Rok  | Miejsce |
| --------------------------- | ----------------- | -------------------------------------------------- | ---- | ------- |
| Robert Dimery               | Stany Zjednoczone | 1001 albumów, które musisz usłyszeć przed śmiercią | 2005 | *       |
| Rolling Stone               | Stany Zjednoczone | Lista 500 albumów wszech czasów                    | 2003 | 399     |
| Classic Rock & Metal Hammer | Wielka Brytania   | "200 najlepszych albumów lat. 90."                 | 2006 | *       |
| Mojo                        | Wielka Brytania   | "100 najlepszych albumów z lat 1993–2006"          | 2006 | 89      |
| Rolling Stone               | Niemcy            | "500 najlepszych albumów wszech czasów"            | 2005 | 189     |
| Rock and Roll Hall of Fame  | Stany Zjednoczone | "200 najlepszych albumów wszech czasów"            | 2007 | 92      |

## Spis utworów
Wszystkie piosenki autorstwa Red Hot Chili Peppers.
1. "Around the World" – 3:58
2. "Parallel Universe" – 4:30
3. "Scar Tissue" – 3:37
4. "Otherside" – 4:15
5. "Get on Top" – 3:18
6. "Californication" – 5:21
7. "Easily" – 3:51
8. "Porcelain" – 2:43
9. "Emit Remmus" – 4:00
10. "I Like Dirt" – 2:37
11. "This Velvet Glove" – 3:45
12. "Savior" – 4:52
13. "Purple Stain" – 4:13
14. "Right on Time" – 1:52
15. "Road Trippin’" – 3:25

## Strony B singli
| Utwór             | Długość | Strona B                                        |
| ----------------- | ------- | ----------------------------------------------- |
| "Gong Li"         | 3:43    | "Scar Tissue"                                   |
| "Instrumental #1" | 2:48    | "Scar Tissue"                                   |
| "Teatro Jam"      | 3:06    | "Around the World"                              |
| "How Strong"      | 4:43    | "Otherside"                                     |
| "Instrumental #2" | 2:34    | Utwór bonusowy na australijskiej edycji albumu. |
| "Quixoticelixer"  | 4:48    | Utwór bonusowy dostępny w serwisie iTunes       |
| "Over Funk"       | 2:58    | Utwór bonusowy dostępny w serwisie iTunes       |
| "Fat Dance"       | 3:40    | Utwór bonusowy dostępny w serwisie iTunes       |
| "Slowly Deeply"   | 2:39    | Wydany na singlu "By the Way".                  |
| "Bunker Hill"     | 3:30    | Wydany na singlu "Fortune Faded"                |

## Skład
- Anthony Kiedis – śpiew
- John Frusciante – gitara, wokal wspierający, keyboard
- Flea – gitara basowa, trąbka
- Chad Smith – perkusja
- Greg Kurstin – keyboard
- Patrick Warren – organy w utworze "Road Trippin’"
- Rick Rubin – producent
- Jim Scott – inżynier dźwięku, mix
- John Sorenson – inżynier
- Greg Fidelman – inżynier
- Greg Collins – inżynier
- David Schiffman – inżynier
- Jennifer Hilliard – asystent inżyniera
- Ok Hee Kim – asystent inżyniera
- Louis "Make It So" Matthieu – "Our Man"
- Lindsay Chase – koordynator ds. produkcji
- Vladimir Meller – mastering
- Red Hot Chili Peppers – dyrektor artystyczny
- Lawrence Azerrad – dyrektor artystyczny
- Sonya Koskoff – fotografie
- Tony Wooliscroft – fotografie

## Pozycje na listach przebojów

### Album
| Lista          | Pozycja |
| -------------- | ------- |
| Billboard 200  | 3       |
| UK Top 40      | 5       |
| Australia      | 1       |
| Swedish Top 60 | 1       |
| Nowa Zelandia  | 1       |
| Francja        | 2       |
| Finlandia      | 1       |
| Norwegia       | 1       |
| Szwajcaria     | 3       |

### Single
| Rok  | Singel              | Pozycja | Pozycja | Pozycja | Pozycja | Pozycja | Pozycja | Pozycja | Pozycja |
| Rok  | Singel              | US      | US Mod  | US Main | UK      | SWE     | NZ      | FR      | SWI     |
| ---- | ------------------- | ------- | ------- | ------- | ------- | ------- | ------- | ------- | ------- |
| 1999 | "Scar Tissue"       | 9       | 1       | 1       | 15      |         | 3       | 66      |         |
| 1999 | "Around the World"  |         | 7       | 16      | 35      |         | 35      |         |         |
| 2000 | "Otherside"         | 14      | 1       | 2       | 33      | 19      | 5       |         | 65      |
| 2000 | "Californication"   | 69      | 1       | 1       | 16      | 37      | 8       |         |         |
| 2000 | "Parallel Universe" |         | 37      |         |         |         |         |         |         |
| 2000 | "Road Trippin’"     |         |         |         | 30      |         | 44      |         | 91      |